# Liste der Monuments historiques in Le Quillio
Die Liste der Monuments historiques in Le Quillio führt die Monuments historiques in der französischen Gemeinde Le Quillio auf.

## Liste der Bauwerke
| Bezeichnung                        | Beschreibung | Standort | Kennzeichnung | Schutzstatus | Datum | Bild           |
| ---------------------------------- | ------------ | -------- | ------------- | ------------ | ----- | -------------- |
| Kirche Notre-Dame de Délivrance    |              | (Lage)   | PA00089553    | Classé       | 1912  | weitere Bilder |
| Langgrab von Notre-Dame de Lorette |              | (Lage)   | PA00089552    | Classé       | 1926  | weitere Bilder |

## Liste der Objekte

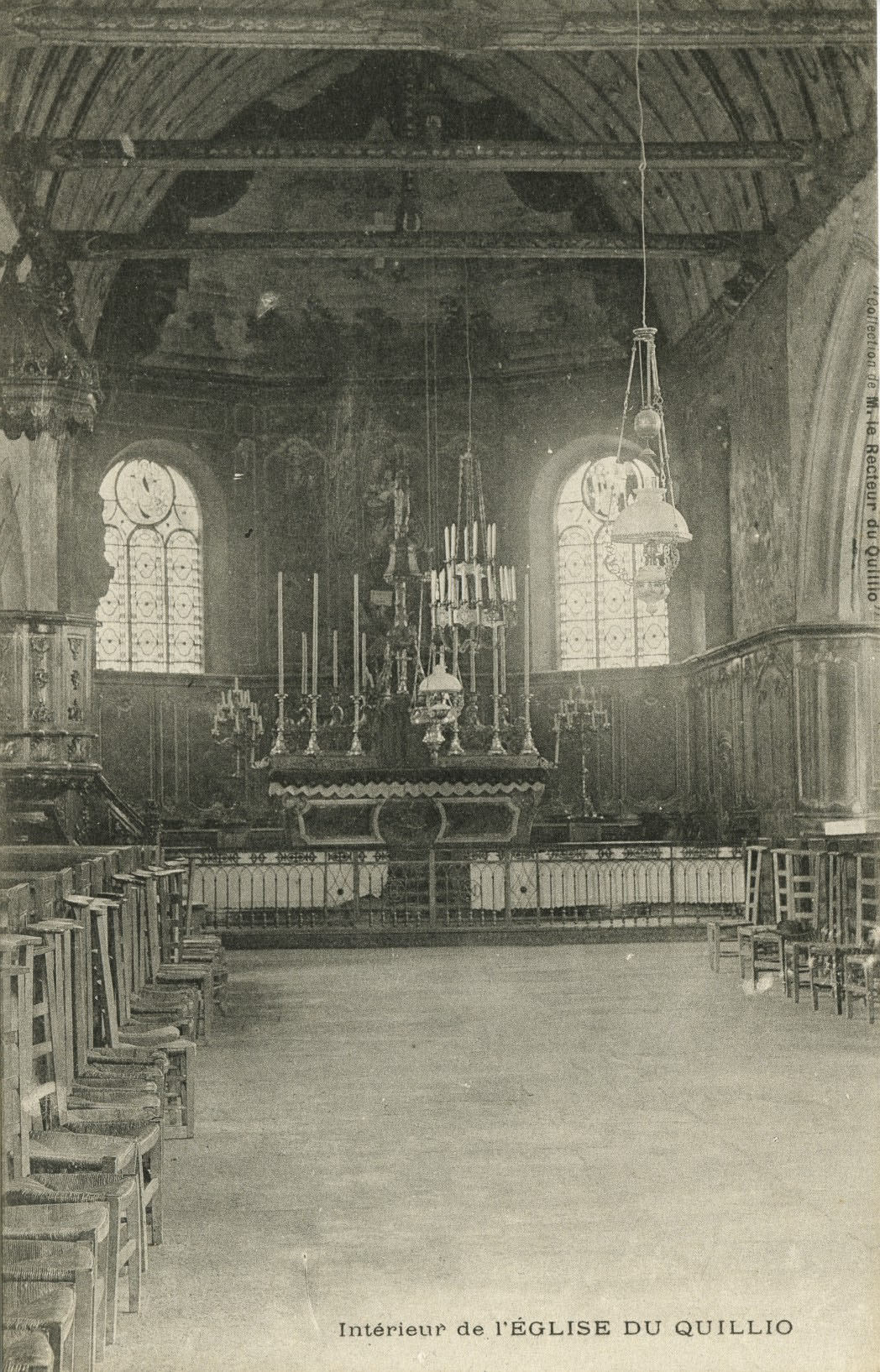
Innenansicht der Kirche Notre-Dame

- Monuments historiques (Objekte) in Le Quillio in der Base Palissy des französischen Kultusministeriums